# デ・ハビランド・カナダ
デ・ハビランド・カナダ (De Havilland Canada) はカナダのアルバータ州カルガリーに本社を置く航空機製造会社。1928年にイギリスのデ・ハビランド・エアクラフトがカナダの飛行士訓練用のモス機を製造するために設立し、第二次世界大戦後には独自の機体を設計、製造した。

## 第二次世界大戦前
タイガー・モスは、ジプシー・モスを改良した機体で、1931年10月26日に初飛行した。当初は120馬力のジプシーIIエンジンを搭載していたが、1939年には145馬力のジプシー・メジャーエンジンを搭載したDH.82A型へと改良された。イギリス本国では、1,000機を超えるタイガー・モスが大戦前に生産され、続いて4,005機が生産され世界中に送られた。デ・ハビランド・カナダでは1,747機を生産、その大半はコクピット、ブレーキ、尾輪が覆われた82C型であった。

## 第二次世界大戦
タイガー・モスは第二次世界大戦におけるイギリス連邦飛行訓練計画 (British Commonwealth Air Training Plan, BCATP) における基礎訓練機であった。イギリス連邦の飛行訓練生の大半はカナダで飛行訓練を受けた。デ・ハビランド・カナダはイギリスのデ・ハビランドの一部門であり、第二次世界大戦中にカナダ政府の非営利企業とされた。
モスキートの生産を請け負ったことは、この戦争に対しデハビランド・カナダが行った最も大きな貢献となった。モスキートは第二次世界大戦における最も優秀な双発複座戦闘機のうちの一つであったが、最も大きな特徴は機体の材質にあった。戦時下の金属資源節約のために木材が多用され、防御武装を省く代わりに軽量・高速でそれを補い、初飛行から1944年まで、高度30,000フィート (9,144 m) における425 mph（約684 km/h）はレシプロ軍用機世界最高であった。当初は爆撃機として開発されたが、各地での侵攻作戦前における偵察写真撮影でその能力を証明することとなった。
デ・ハビランド・カナダは、総計7,000機以上が作られたモスキートのうち、1,134機を生産した。一部は大西洋横断輸送中に失われたが、終戦までに500機が英本国に送られた。

## 第二次世界大戦後
戦後は、前記タイガー・モスのコンポーネントを流用し開発された軽旅客機フォックス・モスの生産を行った。同機は1932年にイギリスで設計されたものだが、デ・ハビランド・カナダでは、1946年より、胴体を強化しスライド式クーペ・トップを備えたDH.83Cを52機生産した。
ほか、同社はイギリスのデ・ハビランドのいくつかの機体も継続して生産し、その後アメリカで設計されたグラマンS2F トラッカーのライセンス生産も行った。1962年にアブロ・カナダの生産設備が親会社のホーカー・シドレーによりデハビランド・カナダに移管された。さらには、カナダの気候に適したオリジナルの機体の設計も開始した。

## 一旦の終焉
1980年代にカナダ政府はデ・ハビランド・カナダを民営化した後ボーイングに売却した。これによりボーイングの子会社となったが、その後1992年にボンバルディア・エアロスペースに買収された。デ・ハビランド・カナダが最後に開発した機種であるDHC-8についてはボンバルディアによりQ400として生産が継続された。
2006年2月24日、ボンバルディア・エアロスペースはデ・ハビランド・カナダの元社員が創業したビクトリアに本拠を置くバイキング・エアに以下の機種の生産権利を売却した。
- DHC-1 チップマンク
- DHC-2 ビーバー
- DHC-3 オッター
- DHC-4 カリブー
- DHC-5 バッファロー
- DHC-6 ツイン・オッター
- DHC-7 ダッシュ 7

## デ・ハビランド・カナダの復活
2018年11月、バイキング・エア社の親会社であるロングビュー・アビエーション・キャピタルが、ボンバルディア社からDHC-8のプログラムおよびデ・ハビランド・カナダの商標を購入し、子会社としてDe Havilland Aircraft of Canda Limitedを設立した。これにより、DHCの元にDHC-1からDHC-8までの機体の生産権が再び集まった。
2020年になり、新型コロナウイルス (COVID-19) の流行に加えて工場リース期限が2021年までとなっていたこともあり、工場を一時閉鎖・製造休止したが、「デ・ハビランド・フィールド」と命名した新工場をカルガリーに2023年着工、2025年から一部稼働させ、DHC-515消防両用飛行艇（CL-415後継機）を製造、また既存機も製造再開する予定である。